# Restio tenuissimus
Restio tenuissimus är en gräsväxtart som beskrevs av Carl Sigismund Kunth. Restio tenuissimus ingår i släktet Restio och familjen Restionaceae. Inga underarter finns listade i Catalogue of Life.